# Бошко Буха (ТВ серија)
„Бошко Буха” је југословенска телевизијска серија снимљена 1980. године настала по истоименом филму и говори о најмлађем хероју револуције, који је пионир и партизан - Бошку Бухи који је пореклом и Вировитице.Две године након производње и дистрибуције филма, из сниљеног материјала реализована је серија у пет епизода.

## Радња
Прича о најмлађем хероју револуције, пиониру и партизану Бошку Бухи, који је раме уз раме марширао заједно са партизанима у њиховим походима против окупатора.
Дјетињство његове генерације сурово је прекинуо рат, присиливши њега и његове вршњаке да прерано одрасту. Ипак, у предаху битака и исцрпљујућих маршева, живнула би опет клица нагона за игром и несташлуцима, дјечија радозналост, титраји прве љубави. Борећи се раме уз раме са одраслима, та дјеца су се борила и за остатке свога дјетињства.

## Улоге[4]
| Глумац            | Улога                    |
| ----------------- | ------------------------ |
| Марко Николић     | Пушкар                   |
| Жарко Радић       | Луне                     |
| Љубиша Самарџић   | Милун                    |
| Драган Бјелогрлић | Саво Јовановић Сирогојно |
| Стојан Анђелковић |                          |
| Душан Антонијевић |                          |
| Младен Барбарић   |                          |
| Сабрија Бисер     | Фотограф & Кино оператер |
| Љубомир Ћипранић  |                          |
| Милена Дапчевић   | докторка Рада            |
| Богдан Јакуш      |                          |
| Душан Јанићијевић | командир Љубиша          |
| Иван Јонаш        |                          |
| Љиљана Јовановић  |                          |
| Десимир Кецман    |                          |
| Иван Кујунџић     | Бошко Буха               |
| Данило Лазовић    |                          |
| Мирољуб Лешо      | Бата                     |

 Остале улоге ▼
| Глумац           | Улога          |
| ---------------- | -------------- |
| Страхиња Мојић   |                |
| Богољуб Петровић |                |
| Салко Сарић      |                |
| Милан Штрљић     | командир Ђорђе |
| Душан Тадић      | Јован          |
| Душан Вујновић   |                |

Комплетна ТВ екипа ▼
| Редитељ              | Бранко Бауер     |           |
| Сценариста           | Бошко Матић      |           |
| Сценариста           | Душан Перковић   |           |
| Композитор           | Зоран Симјановић |           |
| Директор фотографије | Бранко Блазина   |           |
| Монтажер             | Бранка Чеперац   |           |
| Сценограф            | Миленко Јеремић  |           |
| Костимограф          | Дивна Јовановић  |           |
| Одсек за шминку      | Иван Лалић       | шминкер   |
| Одсек за шминку      | Станислава Зарић | шминкерка |

## Епизоде
Телевизијска серија је снимљена у пет епизода у трајању сваке око 55 минута.
- Епизода 1. - Мали за војнике
- Епизода 2. - Само смо дошли
- Епизода 3. - Партизанска артиљерија
- Епизода 4. - Командирови ждрепци
- Епизода 5. - Велики за војника[5]